# فتى المطرقة
فتى المطرقة (بالكورية:해머보이 망치) فيلم أنيميشن كوري عرض لأول مره في مهرجان بيج أبل أنمي فيست في 20 أغسطس 2003 ولقد صدر في كوريا الجنوبية في 6 أغسطس 2004 م ولقد تمت دبلجة الفيلم لللغة العربية وعرض على عدة قنوات عربية.

## القصة
تدور القصة حول صبي صغير يدعى مانجشي، يمتلك الصبي مطرقة سحرية تساعده في التغلب على جميع مشاكله. لذلك حصل على لقب "فتى المطرقة". يعيش "مانجشي" في جزيرة صغيرة بعيدة تسمى "كاندل ستيك" لأن كل مكان آخر قد تحول إلى أرض قاحلة بسبب كارثة كبيرة. عندما يلاحق أتباع المتآمر "مونك" الأميرة "بوبلار" من مملكة "جيميوس"، يقف "فتى المطرقة" "مانجشي" معها على استعداد ويطلق العنان لقواه الكامنة لإنقاذ البشرية.

## الشخصيات
- مونك
- مانغشي
- بوبلار
- الجد
- انغ دو

## روابط خارجية
- فتى المطرقة على موقع IMDb (الإنجليزية)
- فتى المطرقة على موقع فيلمافينيتي (الإسبانية)
- فتى المطرقة على موقع قاعدة بيانات الفيلم (الإنجليزية)
- فتى المطرقة على موقع ليتربوكسد (الإنجليزية)
- فتى المطرقة على موقع كينوبويسك (الروسية)